# Emiliano Zapata Salazar, Tabasco
Emiliano Zapata Salazar är en ort i Mexiko.   Den ligger i kommunen Balancán och delstaten Tabasco, i den sydöstra delen av landet, 900 km öster om huvudstaden Mexico City. Emiliano Zapata Salazar ligger 41 meter över havet och antalet invånare är 134.
Terrängen runt Emiliano Zapata Salazar är mycket platt. Runt Emiliano Zapata Salazar är det ganska glesbefolkat, med 22 invånare per kvadratkilometer. Närmaste större samhälle är Capitán Felipe Castellanos Díaz, 7,1 km nordväst om Emiliano Zapata Salazar. Omgivningarna runt Emiliano Zapata Salazar är en mosaik av jordbruksmark och naturlig växtlighet.